# Opius novosimilis
Opius novosimilis är en stekelart som beskrevs av Fischer 1989. Opius novosimilis ingår i släktet Opius och familjen bracksteklar. Inga underarter finns listade i Catalogue of Life.